# Jos. Smits van Waesberghe
Joseph Maria Antonius Franciscus (Jos.) Smits van Waesberghe S.J. (Breda, 18 april 1901 - Amsterdam, 9 oktober 1986) was een Nederlands musicoloog.

## Jeugd
Jos. Smits van Waesberghe was een zoon van bierbrouwer Franciscus Augustinus Maria Josephus Smits van Waesberghe (1875-1942) en Maria Anna Antoinetta Josephine Mutsaerts (1876-1958). Vader Smits, die zich bij koninklijk besluit van 5 april 1928 Smits van Waesberghe mocht noemen, was vennoot, directeur en commissaris bij bierbrouwerij De Drie Hoefijzers in Breda.

## Opleiding en loopbaan
Na zijn gymnasiumopleiding aan het jezuïeteninternaat Sint-Willibrordus in Katwijk aan de Rijn, trad Jos. Smits van Waesberghe (voor familie en vrienden: 'Bep') in 1920 in bij de jezuïeten. Later zouden drie jongere broers Frits, Marcel en Paul hem hierin volgen. Na zijn studie in de filosofie studeerde hij muziek bij Johan Winnubst, Louis van Tulder, Marius Monnikendam, dr. G. Huigens, C. Röntgen en prof. Opperman. In 1928 werd hij leraar aan het Rotterdams Conservatorium, in 1943 aan het Amsterdamsch Conservatorium en in 1944 professor in de muziekwetenschap aan de filosofische opleiding van de jezuïeten in het Berchmanianum te Nijmegen. Van 1947 tot 1957 was hij privaatdocent Muziek in de oudheid en middeleeuwen aan de Universiteit van Amsterdam. Vanaf 1957 was hij gewoon hoogleraar aan dezelfde universiteit. Smits van Waesberghe wordt gezien als een van de grondleggers van de muziekwetenschap in Nederland.

## Bestuursactiviteiten
Van 1945 tot 1957 was Smits algemeen secretaris van de Koninklijke Nederlandse Toonkunstenaars Vereniging. Van 1958 tot 1967 was hij voorzitter van de Nederlandse Sint-Gregoriusvereniging.

## Onderscheidingen
Mede op grond van zijn in het Latijn gepubliceerde studie naar leven en werken van Guido van Arezzo ontving Smits van Waesberghe een eredoctoraat van het Pauselijk Instituut voor Gewijde Muziek (Istituto de Musica Sacra) te Rome. Jos. Smits van Waesberghe werd in 1976 benoemd tot ridder in de Orde van de Nederlandse Leeuw.